# يوجينيا باول
يوجينيا باول (بالإنجليزية: Eugenia Paul)‏ هي راقصة وممثلة أمريكية، ولدت في 3 مارس 1935، وتوفيت في 24 مايو 2010.

## وصلات خارجية
- يوجينيا باول على موقع IMDb (الإنجليزية)
- يوجينيا باول على موقع ألو سيني (الفرنسية)
- يوجينيا باول على موقع أول موفي (الإنجليزية)
- يوجينيا باول على موقع كينوبويسك (الروسية)